# Публій Віллій Таппул
Пу́блій Ві́ллій Таппу́л (лат. Publius Villius Tappulus) — консул Стародавнього Риму 199 до н.е.. Син Тиберія Віллія Таппула.
У 204 до н.е. Публій Віллій був обраний плебейським едилом, а в 203 до н.е. — претором і отримав претуру в Сицилії.
Публій Віллій входив до комісії, яка в 201 до н.е. займалася розподілом земельних ділянок в Самнії та Апулії між ветеранами, які пройшли зі Сципіоном африканську кампанію.
Вступивши в 199 до н. е. на посаду консула, Публій Віллій прийняв командування військами в Македонії, де в той час йшла війна з царем Філіпом V.
У наступному році він служив легатом під командуванням Тіта Квінкція Фламініна, а після закінчення війни в 196 до н. е. був серед десяти послів, призначених сенатом для узгодження умов мирного договору. Після укладення миру з Філіпом Публій Віллій разом з Луцієм Теренцієм вирушили з посольством до селевкідського царя Антіоха III, який у той час воював в Малій Азії і планував вторгнення в Грецію.
В 193 до н. е. Публій Віллій знову як посол був відправлений до Антіохії, а в наступному році в тому ж ранзі прибув до Греції. При дворі Антіоха III зустрічався з Ганнібалом, намагаючись посіяти недовіру до останнього з боку Селевкіда, але не досяг успіху.